# Kenny Green
Kenneth Anthony Green (ur. 13 października 1967) – amerykański koszykarz, występujący na pozycjach silnego skrzydłowego lub środkowego.

## Osiągnięcia
Na podstawie, o ile nie zaznaczono inaczej.
NCAA
- Uczestnik rozgrywek Sweet 16 turnieju NCAA (1988)
- Koszykarz Roku Konferencji Atlantic 10 (1990)[3]
- Zaliczony do Galerii Sław Sportu uczelni Rhode Island – University of Rhode Island Hall of Fame (2000)
- Lider:
  - NCAA w średniej bloków (4,8 – 1990)[4]
  - Atlantic 10 w liczbie:
    - (124) i średniej bloków (4,8 – 1990)
    - oddanych rzutów wolnych (205 – 1988)

Drużynowe
- Mistrz:
  - Pucharu Saporty (1996)
  - Turcji (1992)
- Wicemistrz Pucharu Saporty (1995)
- Zdobywca pucharu Hiszpanii (1995)

Indywidualne
- MVP:
  - hiszpańskiej ligi ACB (1997)
  - miesiąca ACB (styczeń, luty, październik - 1995, wrzesień, październik - 1996)
  - kolejki ACB (15, 18 - 1993/1994, 5, 21, 23, 26, 27, 30 - 1994/1995, 4, 7, 10 - 1995/1996, 1, 2, 6, 7, 10, 11, 20, 25 - 1996/1997)
- Zaliczony do I składu debiutantów CBA (1991)
- Uczestnik meczu gwiazd ULEB (1994)
- Lider:
  - strzelców finałów Pucharu Saporty (1995)
  - w blokach:
    - CBA (1991)
    - ACB (1995)